# Nascita di Bacco (Giulio Romano)
Nascita di Bacco è un dipinto a olio su tavola (126,4x79,4 cm) realizzato nel 1530 circa dal pittore Giulio Romano.
È conservato nel Getty Museum di Los Angeles e faceva parte delle Collezioni Gonzaga di Mantova.